# ولیکا کمنیکا
ولیکا کمنیکا (به لاتین: Velika Kamenica}} یک منطقهٔ مسکونی در صربستان است که در Kladovo واقع شده‌است.

## خصوصیات
ولیکا کمنیکا ۷۵۷ نفر جمعیت دارد.